# Saint-Bernard, Ain
Saint-Bernard är en kommun i departementet Ain i regionen Auvergne-Rhône-Alpes i östra Frankrike. Kommunen ligger  i kantonen Trévoux som ligger i arrondissementet Bourg-en-Bresse. Kommunens areal är 3,15 km². År 2022 hade Saint-Bernard 1 544 invånare.

## Befolkningsutveckling
Antalet invånare i kommunen Saint-Bernard
Referens: INSEE